# Буррида
Буррида (фр. bourride, bourrido по-провансальски, borrida по-окситански) — традиционное рыбное кулинарное блюдо Прованса и Лангедока, нечто среднее между супом и рагу.
Готовится из рыбы, морепродуктов и овощей, подаётся с айоли и оливковым маслом. Вариант буйабеса, этот рыбный суп особенно популярен в Тулоне (департамент Вар) и Агде (департамент Эро).
Слово bourride происходит от провансальского bourrido (borrida в классической норме окситанского языка), которое произошло от bouri / bouli (borit / bolit), bouilli («варёный») на французском языке.

## Ингредиенты
Блюдо готовится из белой морской рыбы, такой как кефаль, скумбрия, морской окунь, путассу, морской угорь, морской лещ, треска, тюрбо, солнечник морской черт, или налим (для буррида по-сетуазски). Также в составе брюнуаз из овощей (сельдерей, фенхель, лук-порей, морковь, лук, букет гарни, возможно с белым вином) и айоли.
В зависимости от вариаций рецепта рыбу и брюнуаз готовят отдельно или вместе, как рыбное рагу в курбульоне. В конце приготовления рыбный бульон заправляют айоли и оливковым маслом. Как и буйабес, в зависимости от предпочтения, местных обычаев и традиций рыбу подают по-разному: в качестве гарнира к айоли, с рисом, картофелем или рататуем, заправленным соусом брюнуаз, айоли или в рыбном супе. Бурриду иногда подают с чесночными гренками (крутонами).

## Галерея

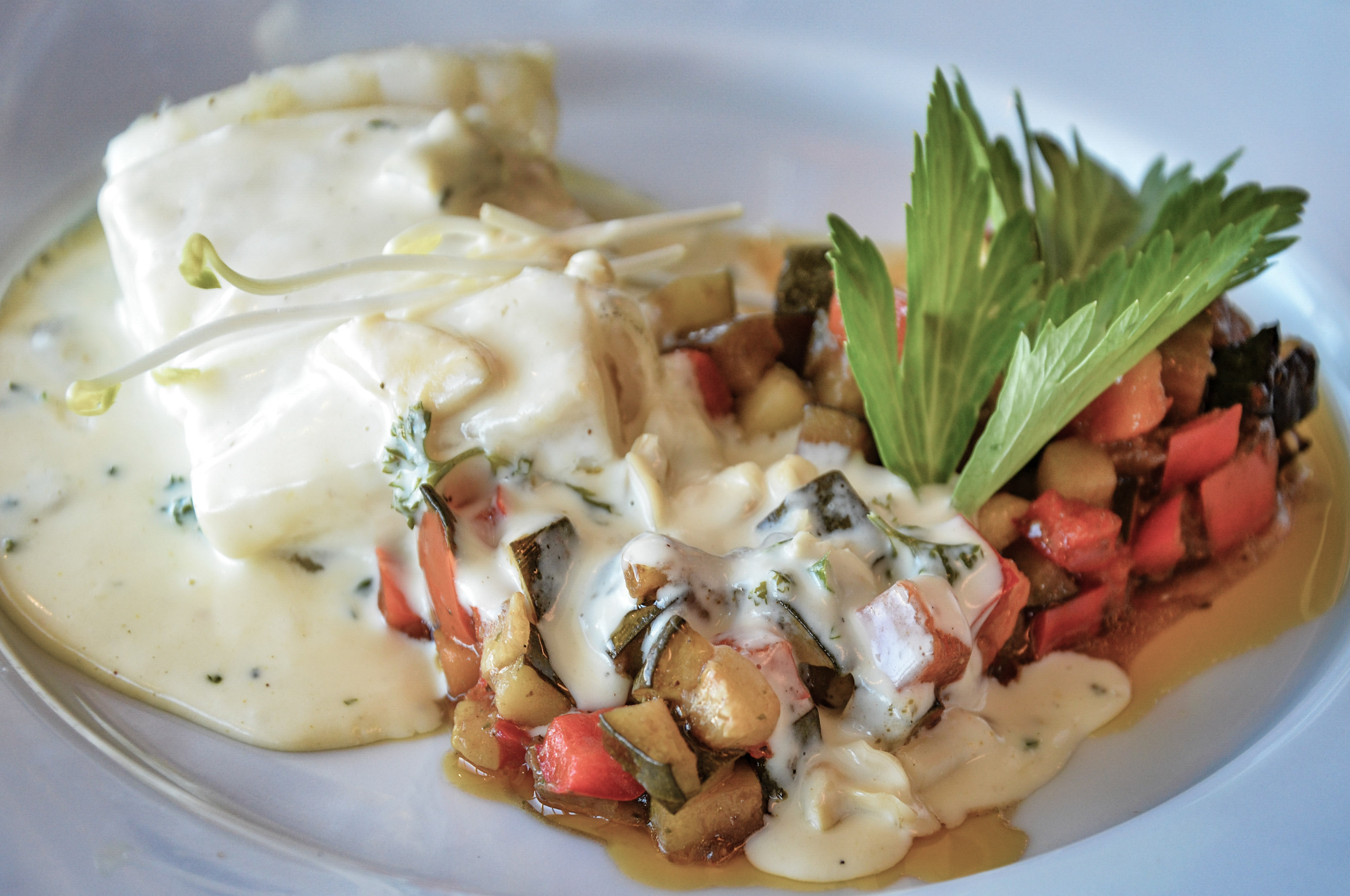
Буррида по-сетуазски с рататуем
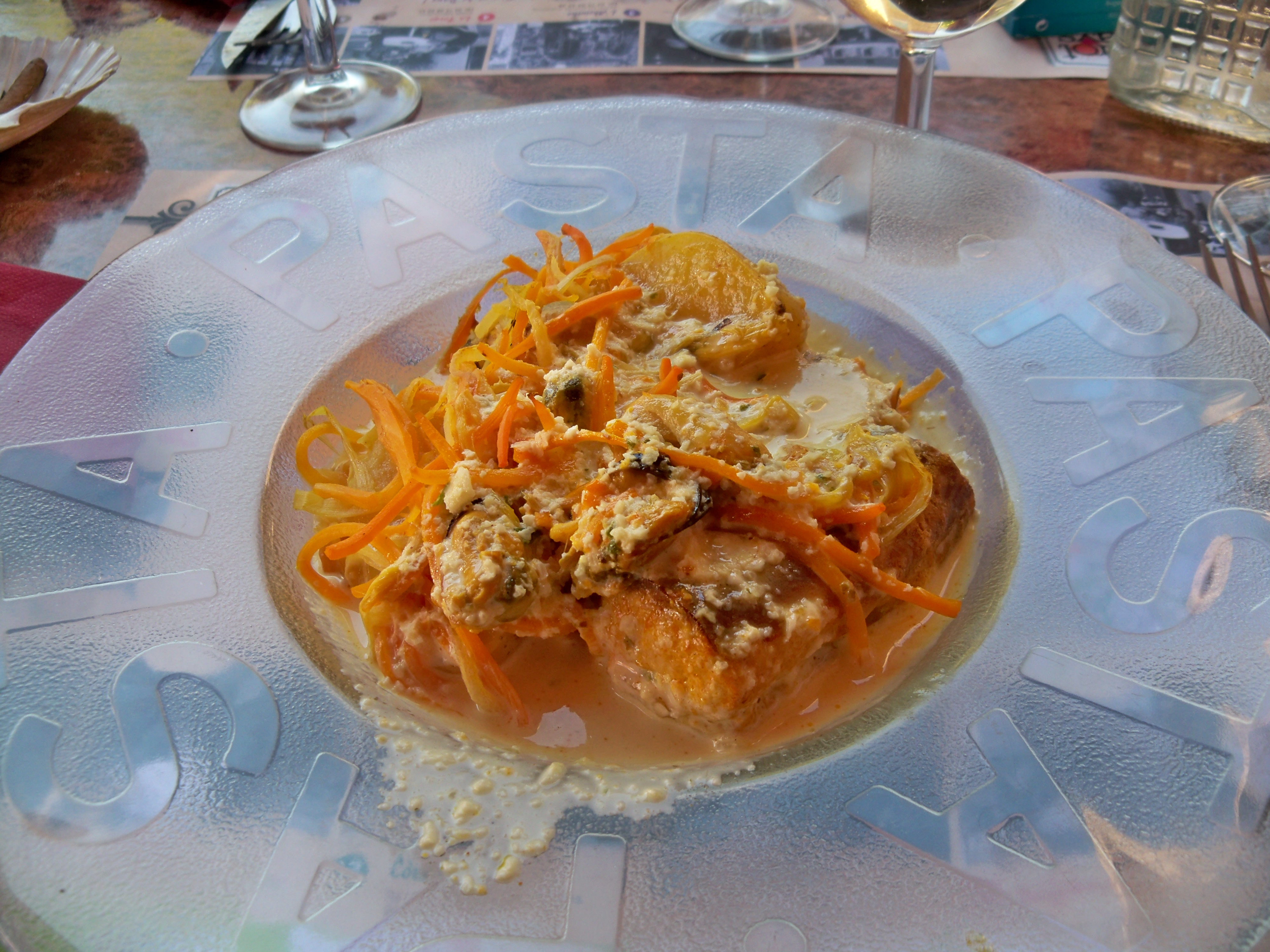
Буррида с морепродуктами